# Альбанівка
Альбанівка — хутір, нині у складі села Нетерпинці Зборівського району Тернопільської області.
Заснований польськими поселенцями у ХІХ столітті. Назва походить від імені Альбін (поширене місцеве — Гальбін).
На теренах хутору відбувся бій УПА з загонами НКВС 27 вересня 1944 року, в якому був поранений в голову, шию і руку з гранатомета командир воєнної округи УПА ВО-3 «Лисоня» Омелян Польовий («Остап»). Більшовики втратили понад 40 вбитими і пораненими. Командування ВО-3 «Лисоня» перейняв крайовий начальник штабу Володимир Якубовський («Бондаренко»). 
Ліквідований 1970 року, жителів хутора відселено до сусідніх сіл Бзовиця і Нетерпинці.